# Kozibród

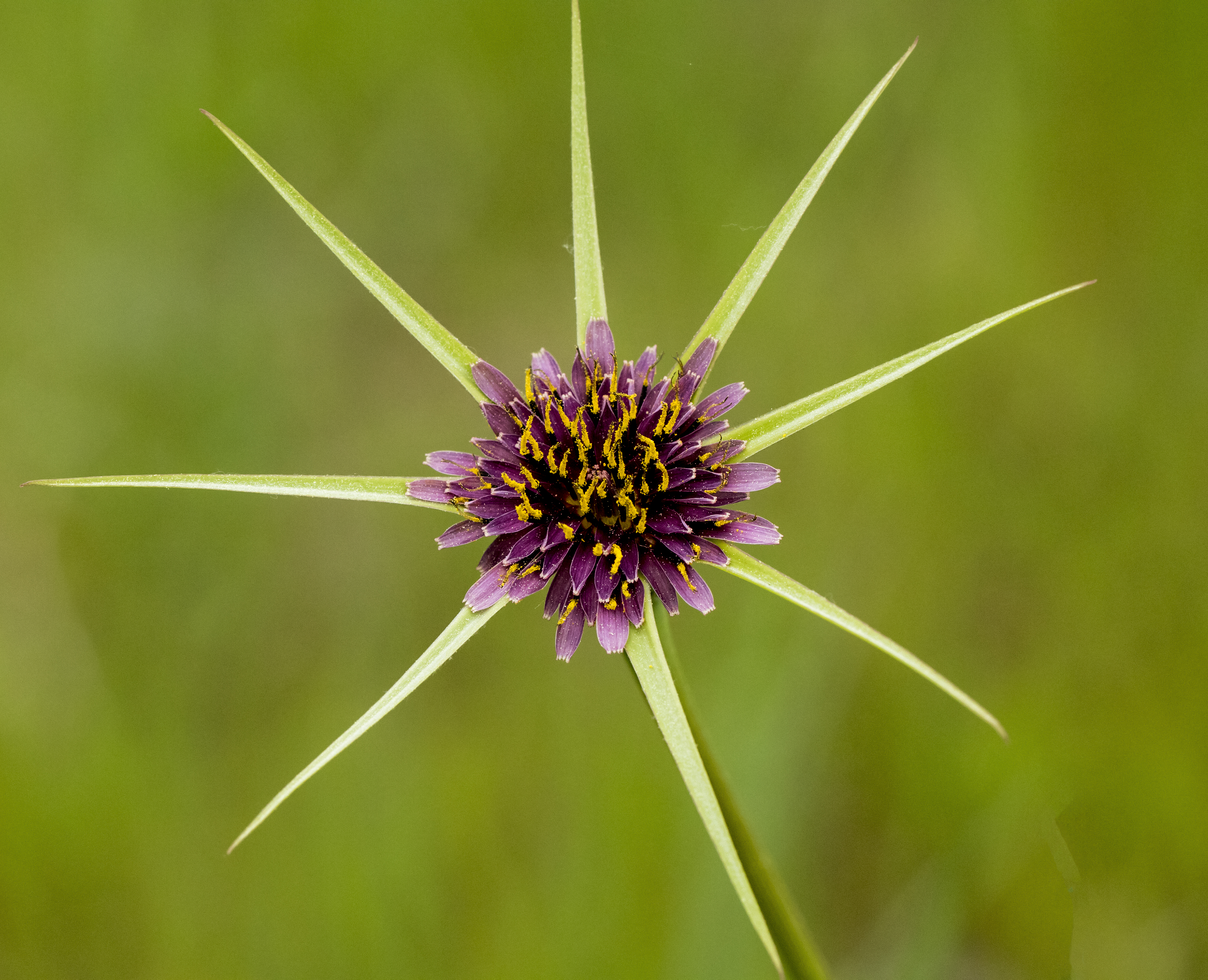
Kozibród porolistny

Kozibród (Tragopogon L.) – rodzaj roślin z rodziny astrowatych. Obejmuje 124 gatunki. Występują one w regionie Morza Środziemnego oraz w pozostałej części Europy i Azji w strefie umiarkowanej, rosnące w formacjach trawiastych. Są to rośliny zielne o trawiastych (długich i wąskich) liściach i kwiatach skupionych w koszyczek na szczycie pędu, otwierający się tylko rano.
Znaczenie użytkowe ma kozibród porolistny, zwany też salsefią, którego spichrzowy korzeń palowy oraz młode pędy spożywane są jako warzywo. Dawniej jadano także korzenie innych gatunków z tego rodzaju, w tym kozibrodu łąkowego.
Naukowa nazwa rodzajowa (i polska nazwa zwyczajowa będąca jej tłumaczeniem) pochodzi z greckich słów tragos, znaczącego „koza” oraz pogon oznaczającego „brodę”, i została utworzona z nich prawdopodobnie w nawiązaniu do wyglądu owoców.

## Rozmieszczenie geograficzne

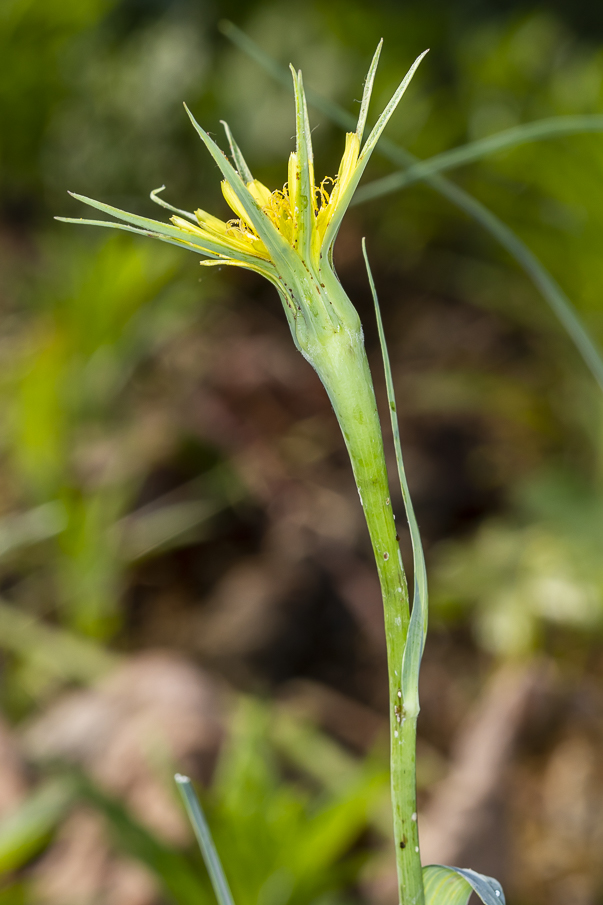
Kozibród wielki

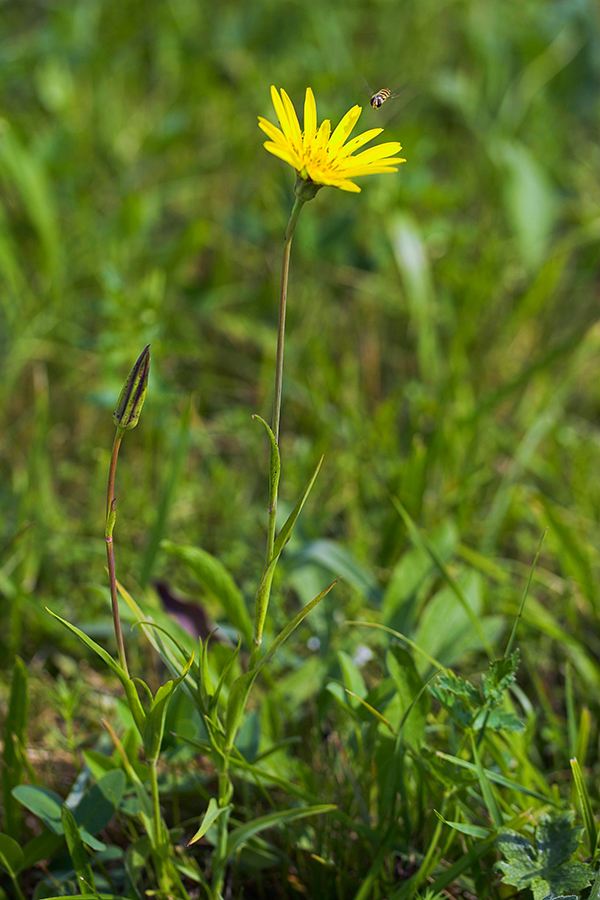
Kozibród wschodni

Zasięg rodzaju obejmuje niemal całą Europę (bez Islandii), północną Afrykę oraz zachodnią i środkową Azję. Najbardziej zróżnicowane gatunkowo są południowo-wschodnia Europa i zachodnia Azja. Jako introdukowane rośliny z tego rodzaju obecne są w Ameryce Północnej, w Etiopii i Południowej Afryce, na Dalekim Wschodzie oraz w Australii.
Gatunki flory Polski
Pierwsza nazwa naukowa według listy krajowej, druga – obowiązująca według bazy taksonomicznej Plants of the World online (jeśli jest inna)
- kozibród pajęczynowaty Tragopogon floccosus Waldst. & Kit.
- kozibród wielki Tragopogon dubius Scop.
- kozibród wschodni Tragopogon orientalis L.
- kozibród łąkowy Tragopogon pratensis L.
- kozibród porolistny Tragopogon porrifolius L. – efemerofit
- kozibród pośredni Tragopogon hybridus L. ≡ Geropogon hybridus (L.) Sch.Bip. – efemerofit

## Morfologia
PokrójRośliny dwuletnie, rzadziej zimujące rośliny jednoroczne i byliny. Pędy są prosto wzniesione, mają pojedynczą, rzadziej kilka łodyg i korzeń palowy (wrzecionowaty); osiągają zazwyczaj wysokość od 0,5 do 1,5 m. Rośliny wieloletnie mają korzeń rozgałęziony i tęgą szyję korzeniową otoczoną nasadami obumarłych liści. Pędy są nagie lub owłosione, często przynajmniej u nasady liści i pod koszyczkiem, z wiekiem rośliny te zwykle łysieją. Łodygi zwykle nierozgałęziają się lub są rzadko rozgałęzione.
LiścieOdziomkowe i łodygowe, o nasadach obejmujących łodygę i blaszkach długich, wąskich i całobrzegich lub falistych. Użyłkowanie równoległe.
KwiatyJęzyczkowe, skupione w pojedynczych koszyczkach na długich i często dętych (zgrubiałych pod kwiatostanem) szypułach na szczytach pędów. Okrywa jest dzwonkowata do walcowatej (w pąku stożkowata), o średnicy od 10 do ponad 20 mm. Listki okrywy wyrastają w liczbie od kilku do kilkunastu w jednym rzędzie, są równowąskie do trójkątnielancetowatych. Na szczycie listki te są zaostrzone, na brzegu białawe. Dno kwiatostanowe jest wypukłe, gładkie, bez plewinek. Wszystkie kwiaty w koszyczku są języczkowe, żółte, pomarańczowe, purpurowe lub fioletowe (czasem wewnątrz fioletowe, na zewnątrz żółte).
OwoceNiełupki walcowate lub wrzecionowate, ciemno lub jasnobrązowe do białawych, z 5 lub 10 żebrami i zwykle z dzióbkiem (czasem bardzo długim). Puch kielichowy trwały, w dole zrośnięty, w górze z rozpostartymi, pierzastymi, białawymi lub żółtawymi włoskami.

## Systematyka
Pozycja systematyczna
Rodzaj z podplemienia Scorzonerinae, plemienia Cichorieae z podrodziny Cichorioideae z rodziny astrowatych Asteraceae.
Wykaz gatunków
- Tragopogon acanthocarpus Boiss.
- Tragopogon alaicus S.A.Nikitin
- Tragopogon albinervis Freyn & Sint.
- Tragopogon albomarginatus Kitam.
- Tragopogon altaicus S.A.Nikitin & Schischk.
- Tragopogon ameniacus Kuth.
- Tragopogon anatolicus A.Duran, B.Doğan & Coșkunç.
- Tragopogon angustifolius Bellardi ex Willd.
- Tragopogon artvinensis Makbul, Gültepe & Coșkunç.
- Tragopogon aureus Boiss.
- Tragopogon badachschanicus Boriss.
- Tragopogon bakhtiaricus Rech.f.
- Tragopogon balcanicus Velen.
- Tragopogon bjelorussicus Artemczuk
- Tragopogon bombycinus Gredilla
- Tragopogon bornmuelleri Ownbey & Rech.f.
- Tragopogon borysthenicus Artemczuk
- Tragopogon brevirostris DC.
- Tragopogon buphthalmoides (DC.) Boiss.
- Tragopogon capitatus S.A.Nikitin
- Tragopogon caricifolius Boiss.
- Tragopogon castellanus Levier
- Tragopogon cazorlanus C.Díaz & Blanca
- Tragopogon charadzae Kuth.
- Tragopogon coelesyriacus Boiss.
- Tragopogon colchicus Albov ex Grossh.
- Tragopogon collinus DC.
- Tragopogon coloratus C.A.Mey.
- Tragopogon conduplicatus S.A.Nikitin
- Tragopogon × crantzii Dichtl
- Tragopogon cretaceus S.A.Nikitin
- Tragopogon crocifolius L.
- Tragopogon dasyrhynchus Artemczuk
- Tragopogon dubius Scop. – kozibród wielki
- Tragopogon elatior Steven
- Tragopogon elongatus S.A.Nikitin
- Tragopogon erostris Boiss. & Hausskn.
- Tragopogon fibrosus Freyn & Sint.
- Tragopogon filifolius Rehmann ex Boiss.
- Tragopogon floccosus Waldst. & Kit. – kozibród pajęczynowaty
- Tragopogon gaudanicus Boriss.
- Tragopogon gongylorrhizus Rech.f.
- Tragopogon gorskianus Rchb.f.
- Tragopogon gracilis D.Don
- Tragopogon graminifolius DC.
- Tragopogon heteropappus C.H.An
- Tragopogon heterospermus Schweigg.
- Tragopogon idae Kuth.
- Tragopogon jesdianus Boiss. & Buhse
- Tragopogon karelinii S.A.Nikitin
- Tragopogon karjaginii Kuth.
- Tragopogon kasahstanicus S.A.Nikitin
- Tragopogon kashmirianus G.Singh
- Tragopogon kemulariae Kuth.
- Tragopogon ketzkhovelii Kuth.
- Tragopogon kindingeri Adamović
- Tragopogon kopetdaghensis Boriss.
- Tragopogon kotschyi Boiss.
- Tragopogon kultiassovii Popov
- Tragopogon kurdistanicus Chrtek & Hadač
- Tragopogon lainzii Suár.-Sant., P.S.Soltis, Soltis, C.Díaz & Blanca
- Tragopogon lamottei Rouy
- Tragopogon lassithicus Rech.f.
- Tragopogon latifolius Boiss.
- Tragopogon leonidae S.Kutateladze
- Tragopogon leucanthus Rech.f.
- Tragopogon longifolius Heldr. & Sartori ex Boiss.
- Tragopogon macropogon C.A.Mey.
- Tragopogon makaschwilii Kuth.
- Tragopogon malikus S.A.Nikitin
- Tragopogon marginatus Boiss. & Buhse
- Tragopogon marginifolius Pavlov
- Tragopogon maroofii Mahmoodi & Safavi
- Tragopogon maturatus Boriss.
- Tragopogon meskheticus Kuth.
- Tragopogon minor Mill.
- Tragopogon × mirabilis Rouy
- Tragopogon × mirus Ownbey
- Tragopogon × miscellus Ownbey
- Tragopogon montanus S.A.Nikitin
- Tragopogon oligolepis Hartvig & Strid
- Tragopogon olympicus Boiss.
- Tragopogon orientalis L. – kozibród wschodni
- Tragopogon otschiaurii S.Kutateladze
- Tragopogon paradoxus S.A.Nikitin
- Tragopogon pichleri Boiss.
- Tragopogon podolicus (DC.) Nikitina
- Tragopogon porphyrocephalus Rech.f.
- Tragopogon porrifolius L. – kozibród porolistny
- Tragopogon pratensis L. – kozibród łąkowy
- Tragopogon pseudocastellanus Blanca & C.Díaz
- Tragopogon pseudomajor S.A.Nikitin
- Tragopogon pterocarpus DC.
- Tragopogon pterodes Pančić
- Tragopogon pusillus M.Bieb.
- Tragopogon rechingeri Ownbey
- Tragopogon reticulatus Boiss. & A.Huet
- Tragopogon rezaiyensis Rech.f.
- Tragopogon ruber S.G.Gmel.
- Tragopogon ruthenicus Krasch. & S.A.Nikitin
- Tragopogon sabulosus
- Tragopogon samaritani Heldr. & Sartori
- Tragopogon scoparius S.A.Nikitin
- Tragopogon segetum Kuth.
- Tragopogon serawschanicus S.A.Nikitin
- Tragopogon serotinus Sosn.
- Tragopogon sibiricus Ganesh.
- Tragopogon soltisiorum Mavrodiev
- Tragopogon songoricus S.A.Nikitin
- Tragopogon sosnowskyi Kuth.
- Tragopogon stribrnyi Hayek
- Tragopogon stroterocarpus Rech.f.
- Tragopogon subacaulis O.Schwarz
- Tragopogon subalpinus S.A.Nikitin
- Tragopogon tanaiticus Artemczuk
- Tragopogon tasch-kala Kuth.
- Tragopogon tomentosulus Boriss.
- Tragopogon tommasinii Sch.Bip.
- Tragopogon trachycarpus S.A.Nikitin
- Tragopogon tuberosus K.Koch
- Tragopogon turcicus Coșkunç., Gültepe & Makbul
- Tragopogon turkestanicus S.A.Nikitin
- Tragopogon ucrainicus Artemczuk
- Tragopogon undulatus Jacq.
- Tragopogon vaginatus Ownbey & Rech.f.
- Tragopogon vanensis Gültepe, Coșkunç. & Makbul
- Tragopogon verrucosobracteatus  C.H.An
- Tragopogon vvedenskyi Popov